# Kaiserstuhl

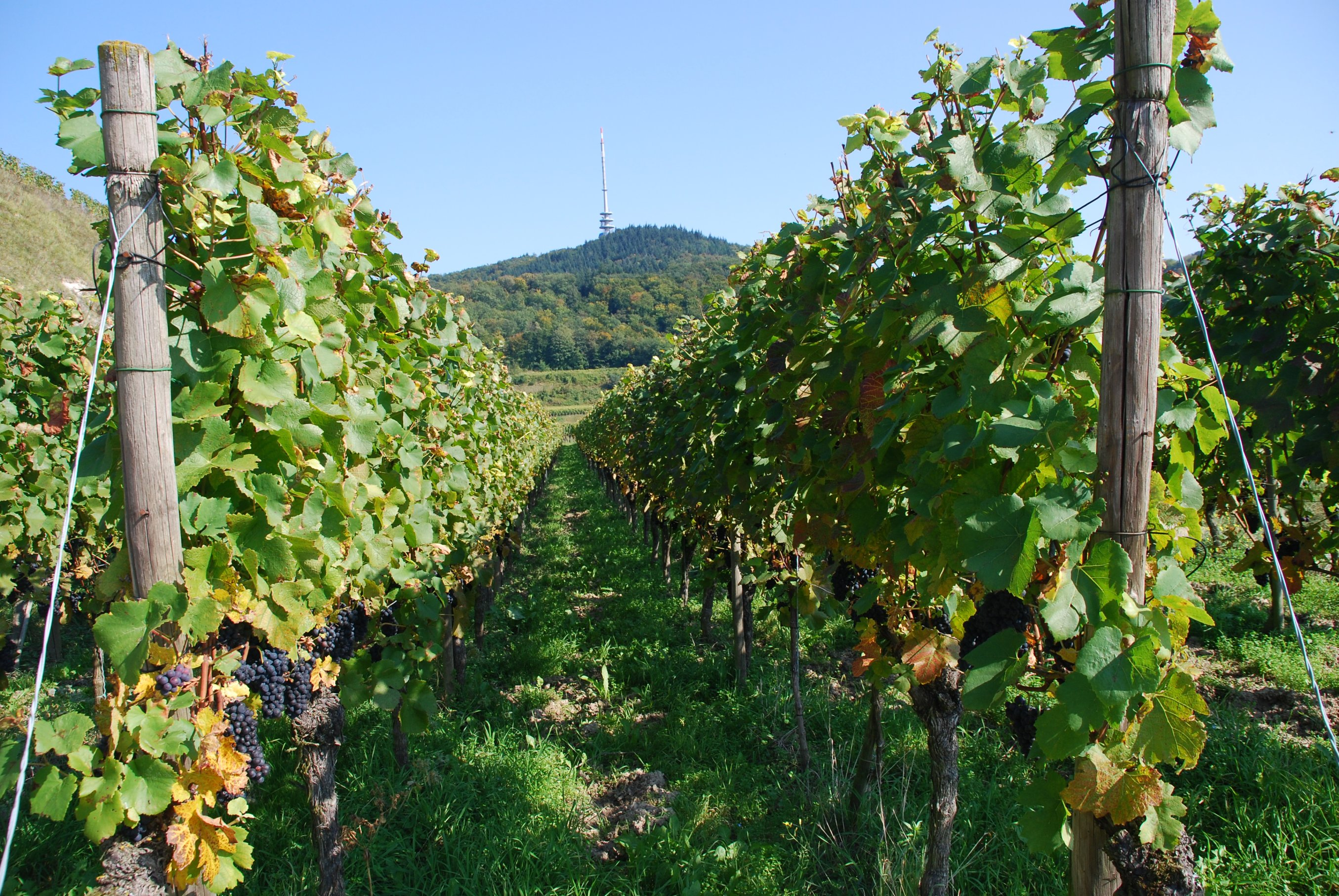
Vinodlingar på Kaiserstuhl, i bakgrunden toppen Totenkopf

Kaiserstuhl är ett upp till 557 meter högt bergsmassiv av delvis vulkaniskt ursprung i sydvästra Baden-Württemberg i Tyskland, av Mittelgebirge-karaktär.

## Geografi
Kaiserstuhl ('kejsarens stol') ligger i Baden något nordväst om Freiburg och öster om Rhen. Bergsmassivet sträcker sig från Ihringen i sydväst till Riegel i Nordost och är 16 km långt och 12,5 km brett.
Kaiserstuhl erbjuder en fantastisk utsikt över Rhens dalgång och in i Frankrike, över Schwarzwald och Vogeserna. Kaiserstuhl har många fina vandringsleder och vinodling.

## Namnets ursprung
Namnet Kaiserstuhl hänger troligtvis samman med Kung Otto III., som två år före sin kröning till kejsare höll 'riksdag' i Sasbach 994.

## Geologi
Kaiserstuhls "vulkaniska hjärta" ligger i väster, medan den östra delen består av skiktade kalkbergsarter. Geologiska processer och stora mängder kalkhaltig flygsand från alperna skapade under senaste istiden upp till 40 m. tjocka lager med sediment med idealiska förutsättningar för vinodling.

## Klimat
Kaiserstuhl har till viss del nästan medelhavsklimat med en årsmedeltemperatur på 9,9°C, en genomsnittlig temperaturskillnad på 18,5°C mellan vinter och sommar, och är därmed en av de varmaste regionerna i Tyskland.
Vogesernas regnskugga och klimatpåverkan från Burgund skapar ofta ett varmt och torrt klimat av medelhavskaraktär under sommaren.

## Flora och fauna
I Kaiserstuhl lever många för mellaneuropa otypiska djur och växter. Över 30 orkidéarter, vilda hyacinter, svärdsliljor och smaragdödlan som vanligtvis hittas vid Medelhavet frodas i klimatön norr om Freiburg. Arterna äv därmed avskurna från sitt huvudsakliga utbredningsområde, en kvarleva från en postglacial värmebölja.

## Ekonomi och människans påverkan
Runt Kaiserstuhl odlas det mycket vin av internationellt erkänt god kvalitet, såväl jordmån som klimat lämpar sig utmärkt för detta.
Människan har sedan urminnes tider påverkat landskapet, för att motverka erosion har man i bergsområden anlagt terrasser. Dessa har traditionellt brukats för hand eller med hjälp av mindre maskiner.
- Flygfoto med typiska små terrasser:

Från 1950-talet och framåt försökte man på vissa håll successivt effektivisera jordbruket. Små terrasser slogs samman till större, och så småningom raderades på många håll de naturliga landskapsvariationerna ut - på så vis förändrades på vissa håll den traditionella landskapsbilden på ett tragiskt, radikalt och nästan vulgärt vis.
- Exempel på storterrasser i Oberrotweil-Badenberg:

Dessa storterrasser var dock inte populära, varken ur estetisk eller ekonomisk synpunkt. Vinrankorna fick frostskador, jorderosionen ökade och kraftiga regn spolade sonika bort hela åkrar eller bergssidor. Från slutet av 1970-talet har man infört regleringar för terrassernas höjd (10 m) och formgivning.

## Webblänkar
- Turism i Kaiserstuhl
- Kulinariska specialiteter i Kaiserstuhl
- Flygfoton av Kaiserstuhl
- Landskap, Flora och Fauna i Kaiserstuhl
- Panoramabilder av Kaiserstuhl
- Bra information om Kaiserstuhl